# Перхурово (Тверская область)
Перхурово — деревня в Калининском районе Тверской области. Входит в состав Щербининского сельского поселения.

## География
Находится в юго-восточной части Тверской области на расстоянии приблизительно 11 км на юг по прямой от города Тверь.

## История
Была отмечена ещё на карте 1825 года. В 1859 году здесь было учтено 12 дворов. На карте 1938 года в деревне отмечен 21 двор. В период коллективизации был создан колхоз «Сталинград».

## Население
Численность населения: 113 человека (1859 год), 15 (русские 87 %) в 2002 году, 12 в 2010.